# John Anders Nordström
John Anders Nordström, född 8 november 1896 i Stenkyrka församling, Göteborgs och Bohus län, död 28 mars 1983 i Vadstena, Östergötlands län, var en svensk psykiater.

## Biografi
Nordström var son till landsfiskalen Johan Nordström och Maria Ljungman. Han tog studentexamen i Göteborg 1914, blev medicine kandidat 1920 och medicine licentiat i Stockholm 1925. Nordström var hospitalläkare av andra klass i Vänersborg 1927 och förste läkare vid Mariebergs sjukhus 1931. Han var överläkare av tredje klass vid Birgittas sjukhus i Vadstena 1933-1951, tillförordnad överläkare av andra klass och sjukhuschef vid Sankta Annas sjukhus i Nyköping 1936-1941 samt överläkare och sjukhuschef vid Sankt Olofs sjukhus i Visby 1951-1962. Nordström var därefter läkare vid Västerbyhemmet i Burgsvik från 1962.
Några år efter sin pensionering flyttade han tillbaka till Vadstena, där han avled 1983. Nordström författade släkthistoriska uppsatser, bland annat i Norsk slektshistorisk tidsskrift och i Göteborgs och Bohusläns Fornminnesförenings tidskrift.
Nordström gifte sig 1927 med fil.mag. Ellen Ottosson (född 1899), dotter till överläkaren Oliver Ottosson och Julia Pettersson. Han var far till Karin (född 1930), Ragnhild (född 1933), Inger (född 1936) och Johan (född 1942).

## Utmärkelser
- Riddare av Nordstjärneorden (RNO)[1]